# Darryn Binder
Darryn Binder (Potchefstroom, 21 gennaio 1998) è un pilota motociclistico sudafricano.
Il fratello maggiore, Brad Binder, è anch'egli un pilota motociclistico professionista.

## Carriera
Inizia a correre con i kart, per poi passare all'età di otto anni alle moto, mettendosi in evidenza in competizioni nazionali. Nel 2013 e 2014 corre nella MotoGP Rookies Cup.

### Moto3
Debutta nella classe Moto3 del motomondiale nel 2015, ingaggiato dal team World Wide Race, che gli affida una Mahindra MGP3O; il compagno di squadra è Alessandro Tonucci. Non ottiene punti. Nel 2016 rimane nello stesso team, con compagno di squadra Karel Hanika. Ottiene come miglior risultato un quarto posto in Australia e termina la stagione al 25º posto con 27 punti.
Nel 2017 rimane nello stesso team, alla guida di una KTM RC 250 GP e con compagno di squadra Marcos Ramírez. Ottiene come miglior risultato un quarto posto in Italia e termina la stagione al 19º posto con 35 punti. In questa stagione è costretto a saltare i Gran Premi di Repubblica Ceca, Austria, Gran Bretagna e San Marino per la frattura del pollice destro rimediata in allenamento e il Gran Premio della Comunità Valenciana per una lesione a un legamento del pollice sinistro rimediata nelle prove libere del GP.
Nel 2018 passa a guidare la KTM del team Ajo Motorsport. Ottiene un terzo posto in Giappone e conclude la stagione al 17º posto con 57 punti. In questa stagione è costretto a saltare il Gran Premio di Spagna per la sublussazione della clavicola sinistra rimediata nelle qualifiche del GP e il Gran Premio di Germania per la frattura della clavicola destra rimediata in allenamento.

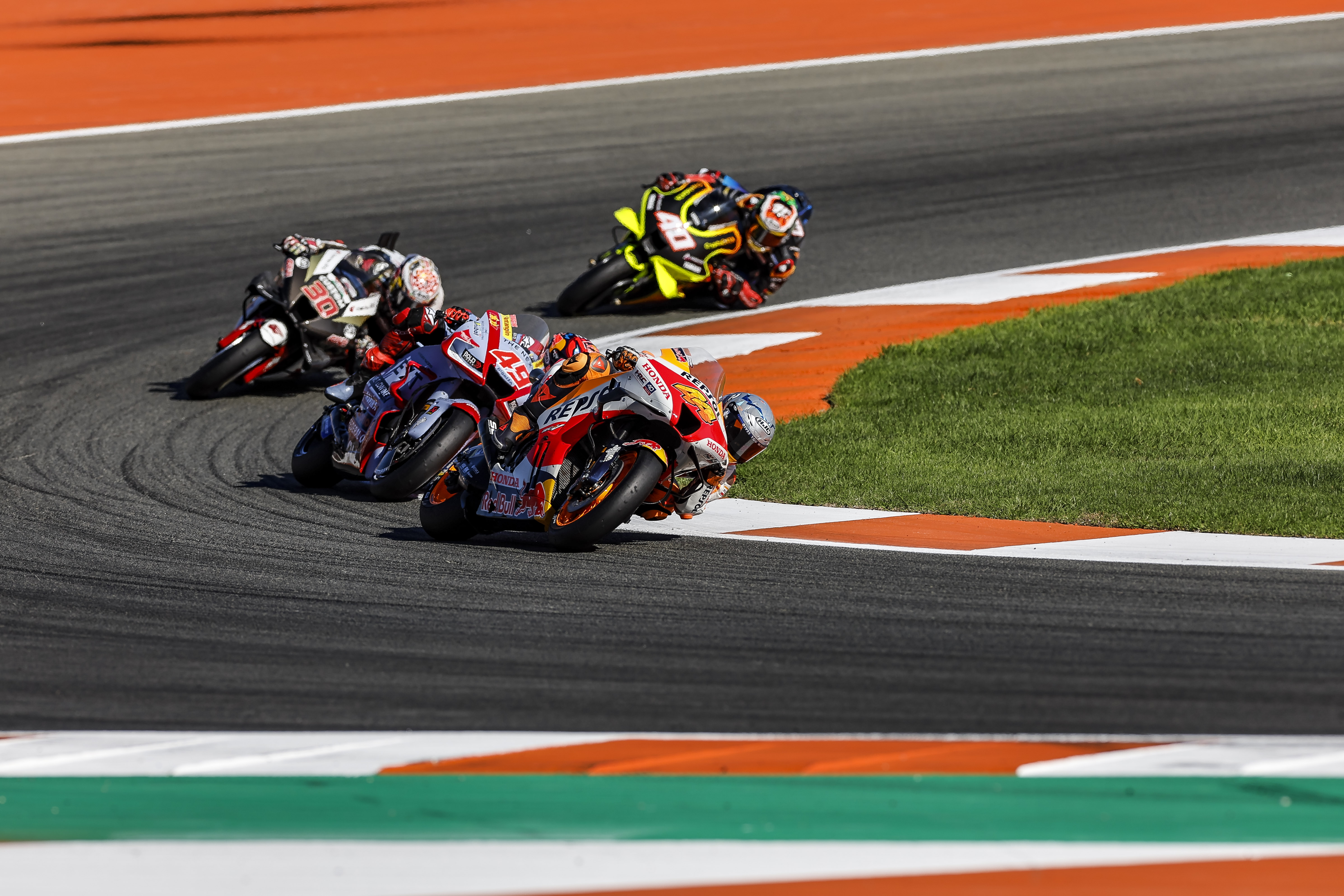
Binder (40) insegue Pol Espargaró (44), Fabio Di Giannantonio (49) e Takaaki Nakagami (30) a Valencia, durante il GP del 2022.

Nel 2019 passa alla guida della KTM del team CIP, con compagno di squadra Tom Booth-Amos. Ottiene un secondo posto in Argentina e chiude la stagione al 22º posto con 54 punti. Nel 2020 rimane nello stesso team della stagione precedente, il compagno di squadra è Maximilian Kofler. Il 27 settembre vince la sua prima gara in Moto3 sul circuito di Barcellona. Ottiene un secondo posto in Aragona e una pole position in Comunità Valenciana e conclude la stagione all'8º posto con 122 punti.
Nel 2021 passa alla guida della Honda NSF250R del team Petronas Sprinta Racing; il compagno di squadra è John McPhee. Ottiene un secondo posto nel Gran Premio di Doha, pole position e terzo posto in Qatar e una pole position in Aragona. Sarà suo malgrado protagonista dell'episodio decisivo per il Mondiale, in quanto un suo errore terminerà la gara di Dennis Foggia all'Algarve, con la contemporanea vittoria di Pedro Acosta che chiuderà i giochi matematicamente in favore di quest'ultimo. Chiude la stagione al settimo posto con 136 punti.

### Il salto in MotoGP
Nel GP dell’Emilia Romagna, viene ufficializzato per il 2022 il suo passaggio in MotoGP alla guida della Yamaha YZR-M1 del team WithU Yamaha RNF. Diventa così il secondo pilota della storia ad approdare in classe regina senza il passaggio intermedio della Moto2 (il primo in assoluto a farlo fu Jack Miller nel 2015). Il compagno di squadra è Andrea Dovizioso. Nel GP dell'Indonesia conclude la gara in decima posizione, conquistando i primi punti nella massima serie. Raccoglie dodici punti e si classifica al ventiquattresimo posto.

### Moto2
Nel 2023 passa alla classe Moto2 del motomondialeː viene ingaggiato dal team Liqui Moly Husqvarna Intact GP, il compagno di squadra è Lukas Tulovic. Pur dovendo saltare alcune gare per infortunio, raccoglie 34 punti che gli consentono di classificarsi ventesimo in campionato. Nel 2024 gareggia per lo stesso team, con l'australiano Senna Agius come nuovo compagno di squadra. Con 55 punti migliora rispetto all'annata precedente chiudendo diciannovesimo.

## Risultati nel motomondiale
| 2015 | Classe | Moto     |    |     |    |    |     |    |     |    |    |    |    |     |    |     |    |     |     |    |  |  |  |  | Punti | Pos. |
| ---- | ------ | -------- | -- | --- | -- | -- | --- | -- | --- | -- | -- | -- | -- | --- | -- | --- | -- | --- | --- | -- |  |  |  |  | ----- | ---- |
| 2015 | Moto3  | Mahindra | 19 | Rit | 24 | 24 | Rit | 18 | Rit | 18 | 20 | 27 | 16 | Rit | 18 | Rit | 27 | Rit | Rit | 18 |  |  |  |  | 0     |      |

| 2016 | Classe | Moto     |    |    |     |     |     |     |    |    |     |    |     |    |     |    |    |   |    |    |  |  |  |  | Punti | Pos. |
| ---- | ------ | -------- | -- | -- | --- | --- | --- | --- | -- | -- | --- | -- | --- | -- | --- | -- | -- | - | -- | -- |  |  |  |  | ----- | ---- |
| 2016 | Moto3  | Mahindra | 23 | 30 | Rit | Rit | Rit | Rit | 12 | 17 | Rit | 17 | Rit | 21 | Rit | 26 | 22 | 4 | 10 | 12 |  |  |  |  | 27    | 25º  |

| 2017 | Classe | Moto |    |    |    |    |     |   |     |    |    |     |     |     |     |    |    |    |     |    |  |  |  |  | Punti | Pos. |
| ---- | ------ | ---- | -- | -- | -- | -- | --- | - | --- | -- | -- | --- | --- | --- | --- | -- | -- | -- | --- | -- |  |  |  |  | ----- | ---- |
| 2017 | Moto3  | KTM  | 13 | 12 | 10 | 20 | Rit | 4 | Rit | 13 | 10 | Inf | Inf | Inf | Inf | 22 | 20 | 24 | Rit | NP |  |  |  |  | 35    | 19º  |

| 2018 | Classe | Moto |     |    |    |    |    |    |     |   |     |    |    |    |   |    |     |   |    |   |    |  |  |  | Punti | Pos. |
| ---- | ------ | ---- | --- | -- | -- | -- | -- | -- | --- | - | --- | -- | -- | -- | - | -- | --- | - | -- | - | -- |  |  |  | ----- | ---- |
| 2018 | Moto3  | KTM  | Rit | 22 | 13 | NP | 11 | 13 | Rit | 7 | Inf | 23 | 19 | AN | 8 | 18 | Rit | 3 | 12 | 7 | 19 |  |  |  | 57    | 17º  |

| 2019 | Classe | Moto |     |   |    |    |     |    |    |     |     |    |    |    |     |    |    |     |   |     |     |  |  |  | Punti | Pos. |
| ---- | ------ | ---- | --- | - | -- | -- | --- | -- | -- | --- | --- | -- | -- | -- | --- | -- | -- | --- | - | --- | --- |  |  |  | ----- | ---- |
| 2019 | Moto3  | KTM  | Rit | 2 | 15 | 11 | Rit | 10 | 15 | Rit | Rit | 10 | 15 | 12 | Rit | 17 | 20 | Rit | 6 | Rit | Rit |  |  |  | 54    | 22º  |

| 2020 | Classe | Moto |     |    |   |    |   |   |     |     |   |     |   |   |   |   |   |  |  |  |  |  |  |  | Punti | Pos. |
| ---- | ------ | ---- | --- | -- | - | -- | - | - | --- | --- | - | --- | - | - | - | - | - |  |  |  |  |  |  |  | ----- | ---- |
| 2020 | Moto3  | KTM  | Rit | 18 | 4 | 12 | 6 | 6 | Rit | Rit | 1 | Rit | 2 | 8 | 5 | 5 | 6 |  |  |  |  |  |  |  | 122   | 8º   |

| 2021 | Classe | Moto  |   |   |    |    |    |   |   |    |   |   |   |   |   |   |   |   |    |     |  |  |  |  | Punti | Pos. |
| ---- | ------ | ----- | - | - | -- | -- | -- | - | - | -- | - | - | - | - | - | - | - | - | -- | --- |  |  |  |  | ----- | ---- |
| 2021 | Moto3  | Honda | 3 | 2 | 20 | 22 | 20 | 5 | 5 | 14 | 7 | 6 | 9 | 7 | 7 | 6 | 7 | 4 | SQ | Rit |  |  |  |  | 136   | 7º   |

| 2022 | Classe | Moto   |    |    |    |    |    |     |    |    |    |     |     |    |     |    |    |     |    |    |     |     |  |  | Punti | Pos. |
| ---- | ------ | ------ | -- | -- | -- | -- | -- | --- | -- | -- | -- | --- | --- | -- | --- | -- | -- | --- | -- | -- | --- | --- |  |  | ----- | ---- |
| 2022 | MotoGP | Yamaha | 16 | 10 | 18 | 22 | 17 | Rit | 17 | 16 | 12 | Rit | Rit | 20 | Rit | 16 | 18 | Rit | 21 | 14 | Rit | Rit |  |  | 12    | 24º  |

| 2023 | Classe | Moto  |    |   |    |     |     |     |     |    |    |     |     |     |   |    |    |     |    |    |    |    |  |  | Punti | Pos. |
| ---- | ------ | ----- | -- | - | -- | --- | --- | --- | --- | -- | -- | --- | --- | --- | - | -- | -- | --- | -- | -- | -- | -- |  |  | ----- | ---- |
| 2023 | Moto2  | Kalex | 16 | 6 | NP | Inf | Inf | Rit | Rit | 14 | 15 | Rit | Inf | Inf | 7 | 10 | 13 | Rit | 15 | NP | 14 | 20 |  |  | 34    | 20º  |

| 2024 | Classe | Moto  |    |    |    |    |    |    |     |    |    |   |   |   |    |    |   |    |    |     |     |    |  |  | Punti | Pos. |
| ---- | ------ | ----- | -- | -- | -- | -- | -- | -- | --- | -- | -- | - | - | - | -- | -- | - | -- | -- | --- | --- | -- |  |  | ----- | ---- |
| 2024 | Moto2  | Kalex | 18 | 15 | 27 | 19 | 14 | 14 | Rit | 15 | 25 | 6 | 7 | 9 | 10 | 16 | 5 | 15 | 12 | Rit | Rit | 15 |  |  | 55    | 19º  |

| 2025 | Classe | Moto  |    |   |     |     |    |     |     |     |    |     |    |    |    |  |  |  |  |  |  |  |  |  | Punti | Pos. |
| ---- | ------ | ----- | -- | - | --- | --- | -- | --- | --- | --- | -- | --- | -- | -- | -- |  |  |  |  |  |  |  |  |  | ----- | ---- |
| 2025 | Moto2  | Kalex | 17 | 6 | Inf | Rit | 19 | Inf | Inf | Rit | 21 | Rit | 15 | 17 | 15 |  |  |  |  |  |  |  |  |  | 12    |      |

| Legenda | 1º posto        | 2º posto            | 3º posto            | A punti      | Senza punti        | Grassetto – Pole position Corsivo – Giro più veloce |
| Legenda | Gara non valida | Non qual./Non part. | Ritirato/Non class. | Squalificato | '-' Dato non disp. | Grassetto – Pole position Corsivo – Giro più veloce |